# Збрахлін (Свецький повіт)
Збрахлін (пол. Zbrachlin) — село в Польщі, у гміні Прущ Свецького повіту Куявсько-Поморського воєводства.
Населення — 200 осіб (2011).
У 1975-1998 роках село належало до Бидгощського воєводства.

## Демографія
Демографічна структура станом на 31 березня 2011 року:
|          | Загалом | Допрацездатний вік | Працездатний вік | Постпрацездатний вік |
| -------- | ------- | ------------------ | ---------------- | -------------------- |
| Чоловіки | 91      | 12                 | 68               | 11                   |
| Жінки    | 109     | 26                 | 69               | 14                   |
| Разом    | 200     | 38                 | 137              | 25                   |